# Рурский виадук (Виттен)
Рурский виадук (нем.  Ruhr-Viadukt) — арочный мост через реку Рур в городе Виттен (Германия, федеральная земля Северный Рейн — Вестфалия). По мосту проходит участок железнодорожного сообщения Виттен-Швельм, на котором организованы региональные маршруты RE4 (Wupper-Express) (Дортмунд-Ахен) и RE16 (Ruhr-Sieg-Express) (Эссен-Зиген). Мост находится на расстоянии 1300 м на юго-восток от виттенского вокзала.

Рурский виадук в Виттене является тематическим пунктом «Путь индустриальной культуры» (de:Route der Industriekultur) Рурского региона.

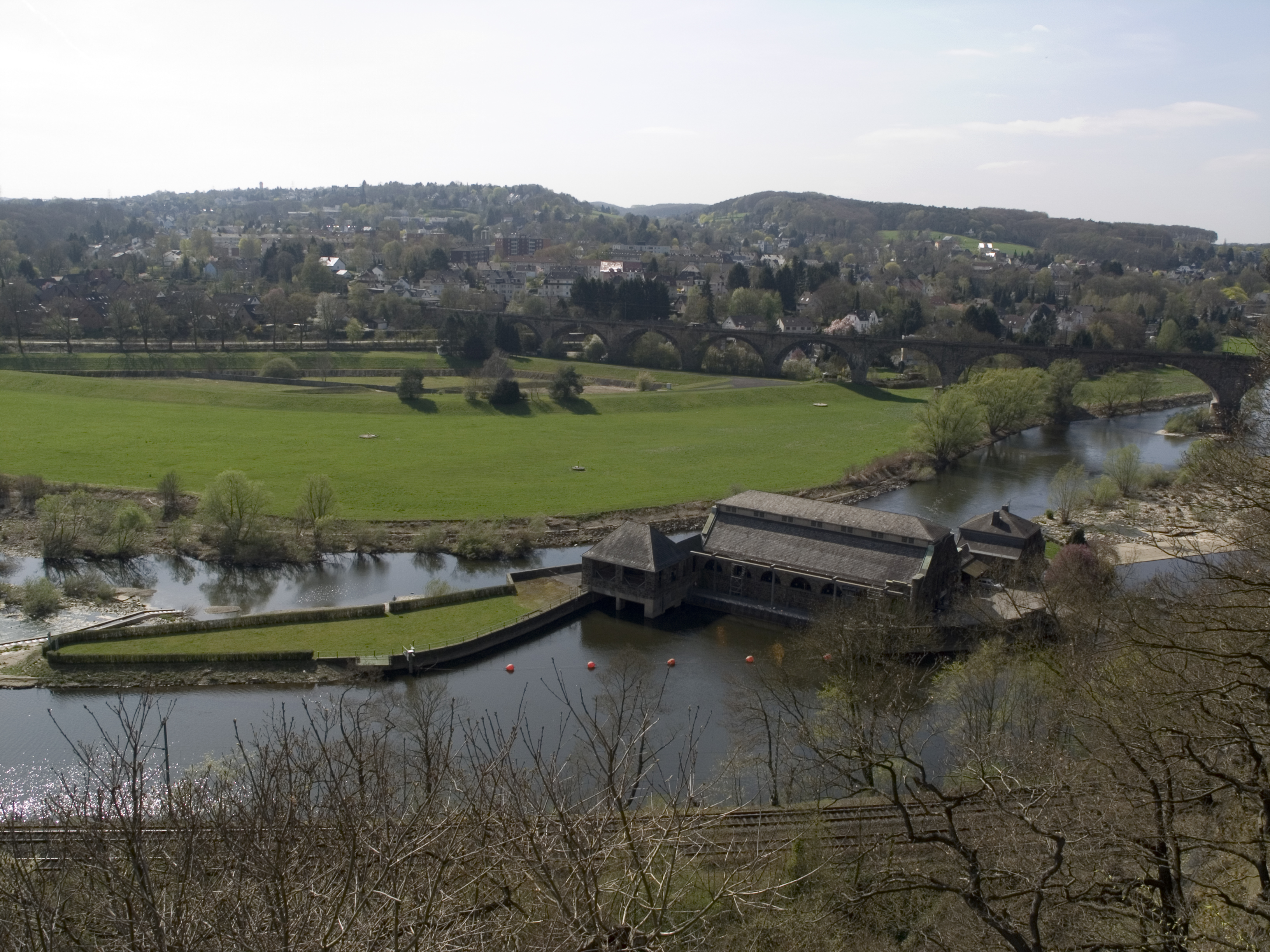
Вид на Рурский виадук и ГЭС Хоэнштайн с горы Хоэнштайн (от монумента Бергера)

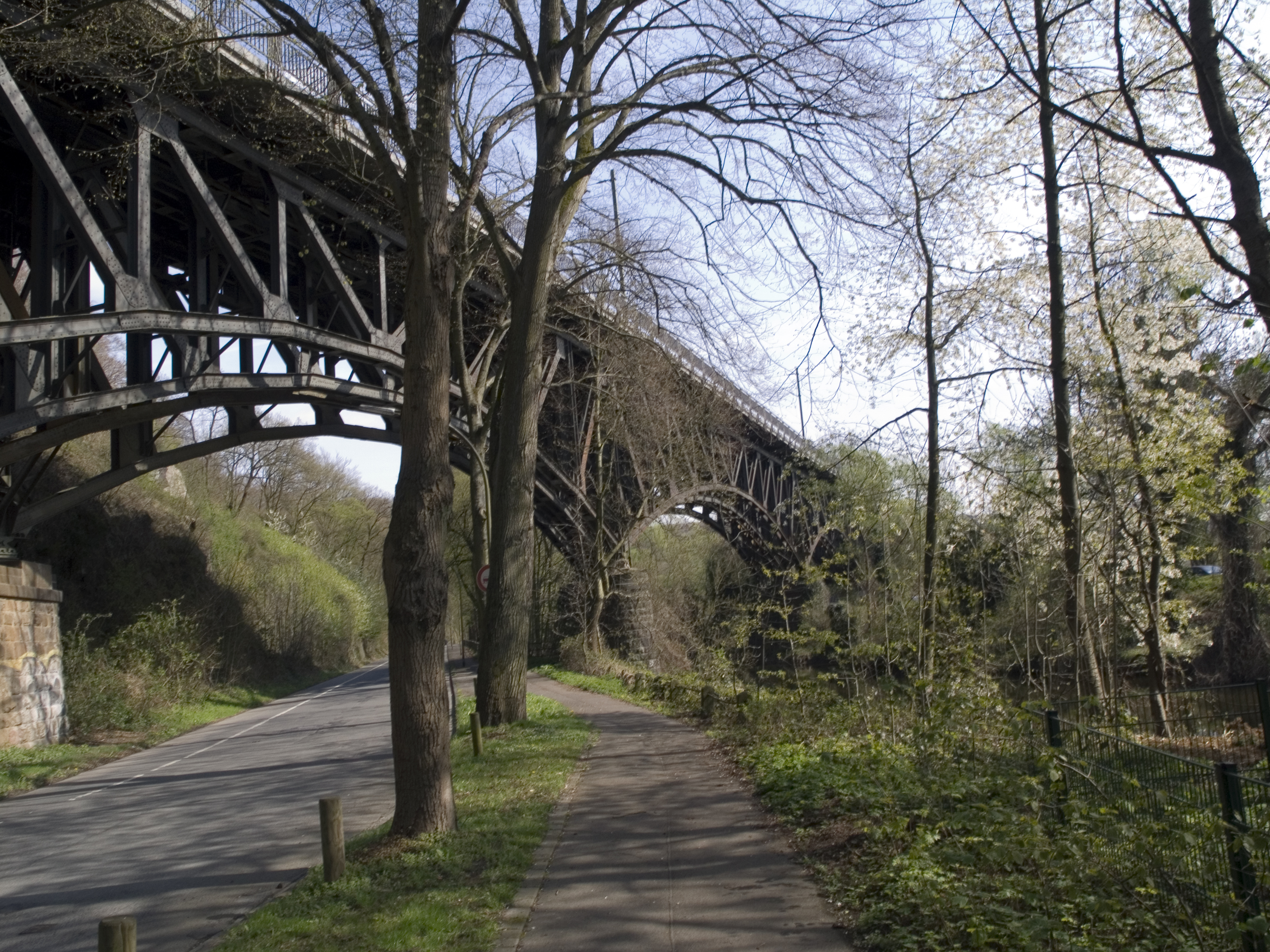
Стальные арки моста через улицу Wetterstraße

## История[1]
В июне 1911 года ландтаг Пруссии принял решение выделить 22,7 млн. марок на строительство Рурского виадука — железнодорожного моста через Рур в районе города Виттен. Строительство началось в мае 1913 года одновременно с началом строительства железнодорожной ветки Виттен-Швельм. По планам строительство должно было завершиться в 1916 году, но свои коррективы внесли первая мировая войнаи последовавшая за ней оккупация Рура французскими войсками. В конечном итоге мост был открыт 4 октября 1926 года. Общие затраты на строительство составили 22,7 млн. рейхсмарок. Первоначально по мосту было организовано движение только товарных составов. Первый пассажирский состав прошел по Рурскому виадуку в 1934 году.

На всём протяжении возведения моста строительные компании и власти города Виттен встречали широкое сопротивление населения, которое полагало, что виадук изуродует окружающий ландшафт. Протест местного населения не привёл к отказу от строительства, но вынудил изменить первоначальный проект — вместо железобетонных арок были возведены арки из натурального камня.

Незадолго до конца второй мировой войны мост был заминирован, но взрыв удалось предотвратить.

## Технические данные[2]
- Общая длина — 716 м
- Ширина моста — 8,2 м
- Общая занимаемая площадь — 5 877 м²
- Количество арок — 20
  - из них стальных[3] — 3